# Feng Nianhua
Feng Nianhua (馮念華T, 冯念华S, Féng NiànhuáP; 5 maggio 1914 – ...) è stato un cestista cinese.

## Carriera
Con la Repubblica di Cina ha disputato i Giochi olimpici di Berlino 1936.